# Лозенград (околия)
Околия Лозенград е околия, разположена във вилает Лозенград, Турция. Общата ѝ площ е 1525 км2. Според оценки на Статистическия институт на Турция през 2016 г. населението на околията е 97 626 души. Административен център е град Лозенград.

## Общини
Околията се поделя на 4 общини:
- Ениджия
- Каваклия
- Лозенград
- Скопе

## Населени места
Околията се състои от 44 населени места – 1 град и 43 села.
Град
- Лозенград

Села
- Азизбаба (Azizbaba)
- Асълбейли (Asılbeyli)
- Ахмаджик (Ahmetçe)
- Байрамдере (Bayramdere)
- Бейпънар (Beypınar)
- Девечатагъ (Deveçatağı)
- Дегирменджик (Değirmencik)
- Докузюк (Dokuzhüyük)
- Долхан (Dolhan)
- Демирджихалил (Demircihalil)
- Дерекьой (Dereköy)
- Дюзорман (Düzorman)
- Едига (Armağan)
- Ениджия (İnece)
- Ериклер (Erikler)
- Ескиполос (Yoğuntaş)
- Кавакдере (Kavakdere)
- Каваклия (Kavaklı)
- Кадиево (Kadıköy)
- Капаклъ (Kapaklı)
- Карадере (Karadere)
- Карахамза (Karahamza)
- Каракоч (Karakoç)
- Карънджак (Karıncak)
- Коджахъдър (Kocahıdır)
- Коево (Kuzulu)
- Корията (Koruköy)
- Коюнгяур (Koyunbaba)
- Къзълджъкдере (Kızılcıkdere)
- Мокрешево (Şükrüpaşa)
- Пашайери (Paşayeri)
- Петра (Kayalı)
- Пирок (Geçitağzı)
- Раклица (Eriklice)
- Сазара (Çukurpınar)
- Скопе (Üsküp)
- Улуконак (Ulukonak)
- Уюндалан (Yündalan)
- Уюрюкбайъръ (Yürükbayırı)
- Чаглаик (Çağalayık)
- Чайърлъ (Çayırlı)
- Чешмекьой (Çeşmeköy)
- Юрюнлю (Ürünlü)